# Route nationale 376
Die Route nationale 376, kurz N 376 oder RN 376, war eine französische Nationalstraße.
Die Straßennummer wurde erstmals 1933 in das Nationalstraßennetz aufgenommen.
Die Streckenführung verlief von einer Kreuzung mit der Nationalstraße N5 in Pont-sur-Yonne aus nach Norden zum Ort Jutigny, wo die Nationalstraße in die Nationalstraße N375 mündete.
Die Gesamtlänge betrug 25 Kilometer.
Für wenige Jahre wurde die Straßennummer für eine Straße innerhalb von Melun verwendet. Diese Straße wurde im Jahr 2000 zur Département-Straße D376 des Départements Seine-et-Marne herabgestuft.